# ドボイ
ドボイ（セルビア語: Добој, ボスニア語: Doboj, クロアチア語: Doboj）はボスニア・ヘルツェゴビナ北部の都市および基礎自治体で、同国を構成する2つの構成体のうちスルプスカ共和国に属する。ドボイはスルプスカ共和国鉄道最大の分岐点で鉄道輸送の要衝である。歴史が古い町のひとつである他、ボスニア・ヘルツェゴビナ北部では重要な中心都市のひとつである。

## 歴史

### 中世
ドボイの居住地として公式での最初の言及は1415年に遡り、ドゥブロヴニクが神聖ローマ皇帝シギスムントに発行した特許状である。ドボイ周辺では多くの遺物などが発見されており、石器時代初期から人が住んでいたことも確認されている。ローマ時代にはカストラや居住地などが築かれ、これら周辺の町は1世紀ごろに遡る。
6世紀になるとスラヴ人がやってくるようになり、バナト・ウソラ地域（Bannate Usora）の一部となる。ドボイ要塞、コトロマニツ要塞は13世紀初期に築かれ、15世紀初期に拡張された。オスマン帝国期の1490年にも拡張されている。新たな石の要塞は、それ以前の9世紀、10世紀に築かれた木や泥、粘土などで築かれた古い要塞の層の基盤上に築かれた。要塞は北方のハンガリーや後のオーストリアやドイツからの敵の侵入を防ぐために重要であった。ゴシック・ローマ様式で築城され、ゴシック建築の塔とローマ様式の窓を有する。中世のドボイ周辺では多くの戦いが起こり、要塞の支配権がボスニアとハンガリーの軍の間で何度も変化した。ドボイ周辺でのとくに大きな戦いは、ハンガリーとボスニア・オスマン連合との間で1415年8月初めに起こった戦いであり、ハンガリー側は手痛い敗北を喫している。その後も、要塞は重要な境界線となり、オスマン帝国とハプスブルクとの間で多くの戦いが行われ、1878年にはハプスブルク側の手に落ちた。

### 第一次世界大戦・第二次世界大戦
20世紀に起こった第一次世界大戦時、ドボイには最大のオーストリア＝ハンガリー帝国によるセルビア人の強制収容所が置かれていた。公式の記録によれば1915年12月27日から1917年7月5日までで、兵士や女性や子供を含む合計45,791人が収容された。ノーベル文学賞受賞の作家であるイヴォ・アンドリッチも一時、収容所に投獄されていた。
第二次世界大戦時には、パルチザン抵抗運動の拠点であった。1941年8月に最初の蜂起が起こり戦争が終わるまでの期間、占領軍への抵抗運動が続けられボスニア・ヘルツェゴビナで最初に成功している。この期間、ナチスの傀儡政権であるウスタシャによってパルチザンを支持する、セルビア人やムスリム、ユダヤ人、ロマなどは含む市民は強制収容所に送られたり処刑されたりした。公式な記録では291名の様々な民族の市民がヤセノヴァツの強制収容所に送られ死んでいる。2010年にドボイ近郊で2つの穴から殺された23人のパルチザンの遺体が発見されている。NGOはパルチザンが殺された疑いが残っている穴を発見している。ドボイは1945年4月17日に解放された。

### ボスニア・ヘルツェゴビナ紛争
1990年代初頭のボスニア・ヘルツェゴビナ紛争時、セルビア系勢力によって組織的な略奪や破壊がボシュニャク人やクロアチア人の家や周辺の村落に対して行われていた。女性に対しての性的暴行や市民に対しての拷問や虐殺も行われ、ムスリム系のボシュニャク人に対してモスクの破壊や財産の略奪などが広がっていた。多くの非セルビア系はすぐに殺されることはなく、町の様々な場所にあった強制収容所に送られ拷問など非人道的な状況に置かれたり、強制労働をさせられるなどした。グラブスカ（Grabska）にある学校や、ドボイにあるジュースやジャム用の工場はレイプキャンプとして使われた。犯罪に加担していたのは地元のセルビア系民兵の他、ユーゴスラビア人民軍（JNA）、クライナ・セルビア人共和国、準軍事組織のホワイトイーグル（Beli Orlovi）の兵士などである。学校で女性の監禁拘束を監督していた、ドボイの警察署長のニコラ・ヨルギッチ（Nikola Jorgić）はジェノサイド（大量殺戮）の罪でドイツで有罪となり、現在終身刑に服している。

## 人口動態
| ドボイ           |                   |                  |                  |
| 民族             | 1991年            | 1981年           | 1971年           |
| ボシュニャク人   | 11,154人 (40.56%) | 8,822人 (37.44%) | 8,976人 (49.14%) |
| セルビア人       | 8,011人 (29.13%)  | 6,091人 (25.85%) | 5,044人 (27.61%) |
| クロアチア人     | 2,714人 (09.86%)  | 2,852人 (12.10%) | 2,889人 (15.81%) |
| ユーゴスラビア人 | 4,365人 (15.87%)  | 5,211人 (22.11%) | 919人 (05.03%)   |
| その他、不明     | 1,254人 (04.56%)  | 582人 (02.47%)   | 436人 (02.38%)   |
| 合計             | 27,498人          | 23,558人         | 18,264人         |

## 地勢
ボスニア・ヘルツェゴビナ紛争以前のドボイ基礎自治体は、同名の現在よりも広い地域であった。戦前の基礎自治体の大部分はドボイ市街を含み、スルプスカ共和国の領域となっている。南部の村落部はボスニア・ヘルツェゴビナ連邦のゼニツァ＝ドボイ県、東部の自治体はトゥズラ県にそれぞれ属している。戦前のドボイ基礎自治体に含まれていたこれらの自治体は現在、ドボイ＝ユグ（Doboj Jug）、ドボイ＝イストク（Doboj Istok）、ウソラとなっている。ドボイ北郊にはペリ＝パンノニア平原と大中央ヨーロッパ平原の南側先端が広がっている。南郊や東郊にはなだらかな丘陵である中央ボスニア山地が広がる。

## 地区
Alibegovci • Božinci Donji • Brestovo • Brijesnica Mala • Brijesnica Velika • Bukovac • Bukovica Mala • Bukovica Velika •Bušletić •Cerovica • Cvrtkovci • Čajre • Čivčije Bukovičke • Čivčije Osječanske • Doboj • Dragalovci • Foča • Glogovica • Grabovica • Grapska Donja • Grapska Gornja • Jelanjska • Johovac • Kladari • Klokotnica • Komarica • Kostajnica • Kotorsko • Kožuhe • Lipac • Lukavica Rijeka • Ljeb • Ljeskove Vode • Majevac • Makljenovac • Matuzići • Miljkovac • Mitrovići • Mravići • Opsine • Osječani Donji • Osječani Gornji • Osredak • Ostružnja Donja • Ostružnja Gornja • Paležnica Donja • Paležnica Gornja • Pločnik • Podnovlje • Porječje • Potočani • Pridjel Donji • Pridjel Gornji • Prisade • Prnjavor Mali • Prnjavor Veliki • Radnja Donja • Raškovci • Ritešić • Sjenina • Sjenina Rijeka • Stanari • Stanić Rijeka • Stanovi • Suho Polje • Svjetliča • Ševarlije • Tekućica • Tisovac • Trnjani • Ularice • Vranduk i Zarječa.

## 経済
ボスニア・ヘルツェゴビナ紛争以前は鉄道輸送の拠点として、工業の中心でもありさらに地域の中心でもあったが現在ではそのほとんどが民営化や経営の失敗などによって破綻している。国家統制の経済体制から市場経済への移行への不十分な典型的な状況で、現在はサービス業が主たる産業となっている。1981年当時のドボイのGDPはユーゴスラビア平均の53%であった。肯定的な面では、2008年にスタナリ(Stanari)郊外で8億ドルを投資して発電所の建設計画が始まり、ノーザン・モドリチャ精油所による10億ドルの投資によって鉄道輸送量が増える可能性もある。

## みどころ
13世紀に築城されたドボイ要塞の他、多くのカフェやバー、レストランなどがドボイで充実しており、チェヴァプチチや地中海料理などの料理や、ターボ・フォークやロックなどの音楽も楽しめる。

## 交通
ドボイは鉄道輸送の結節点として重要で、アドリア海沿岸のプロチェや西側のバニャ・ルカ、ザグレブ、北側のヴィンコヴツィや東側のトゥズラ、ズヴォルニクへ繋がっている。将来的に欧州自動車道路75号線がドボイを経由することになる。

## 教育
ドボイには私立大学であるスロボミル大学の分校があり、いくつかのカレッジがある。また、機械電気関連の技術専門校がある他、専門高校などもある。

## スポーツ
サッカーのクラブチームではスルプスカ1部リーグに属するFKスロガ・ドボイが本拠地としている。ドボイはスポーツ活動に適地で、ハンドボールのチームなどもある。

## 出身人物
- アレクサンダー・ドゥリッチ - 元カヌーボスニア・ヘルツェゴビナ代表選手、元サッカーシンガポール代表選手
- ディーノ・ジュルビッチ - 元サッカーオーストラリア代表選手

### ゆかりのある人物
- ヴェドラン・チョルルカ - サッカークロアチア代表選手
- エディン・ジェコ - サッカーボスニア・ヘルツェゴビナ代表選手